# 吉川広紀
吉川 広紀（きっかわ ひろのり）は、江戸時代前期の周防国岩国領4代領主。

## 生涯
明暦4年（1658年）3月20日、第3代領主・吉川広嘉の長男として生まれる。延宝7年（1679年）8月16日に父が死去し、10月15日に家督を相続する。
広紀は柳井に藩営による干拓事業を拡張する。また、横道倫有を家老に登用して、領営による五八町歩を施工した。広紀の時代は、初代領主の吉川広家時代からの安定期が頂点に達して全盛期を迎え、「領政最良の時代」と後世に評価されている。しかし一方で、本家である長州藩の毛利氏との関係が、家格問題などから悪化し始めた。
元禄9年（1696年）7月13日に死去した。享年39。8月26日、長男の広逵が家督を継ぐ。

## 系譜
- 父：吉川広嘉（1621-1679）
- 母：天長院（1635-1697） - 鷲尾隆量娘
- 正室：喜井（1671-1717） - 蓮徳院、石川義当次女
  - 長男：長熊（1687-1688）
  - 長女：磯子（1690-1690）
  - 次男：九十郎（1691-1692）
  - 三男：吉川広逵（1695-1715）